# Washington D.C. Area Film Critics Association Awards 2006
Na 5. ročníku udílení cen Washington D.C. Area Film Critics Association Awards byly předány ceny v těchto kategoriích dne 11. prosince 2006.

## Vítězové
Nejlepší film: Let číslo 93

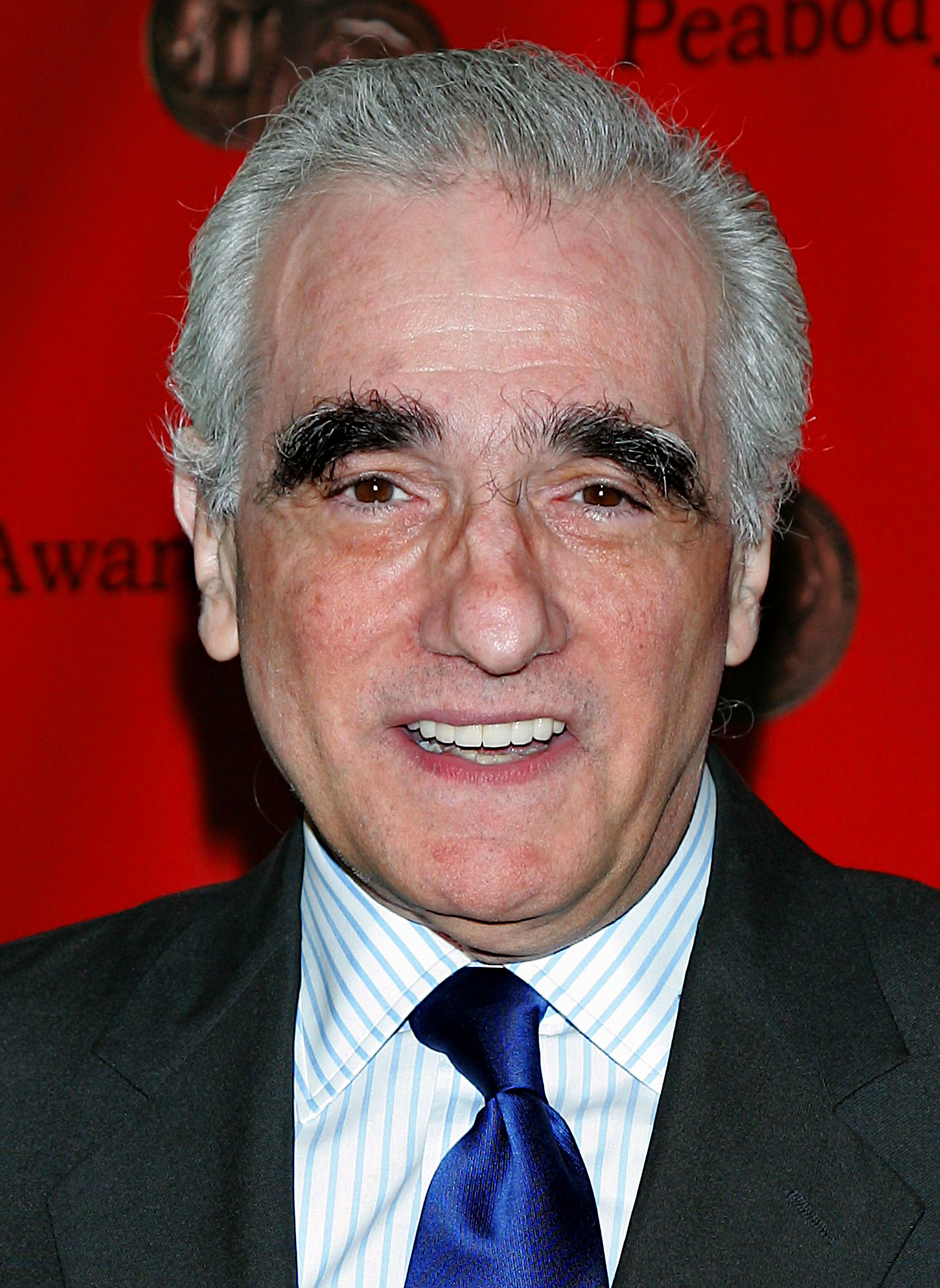
Martin Scorsese, vítěz Oscara pro nejlepší režii

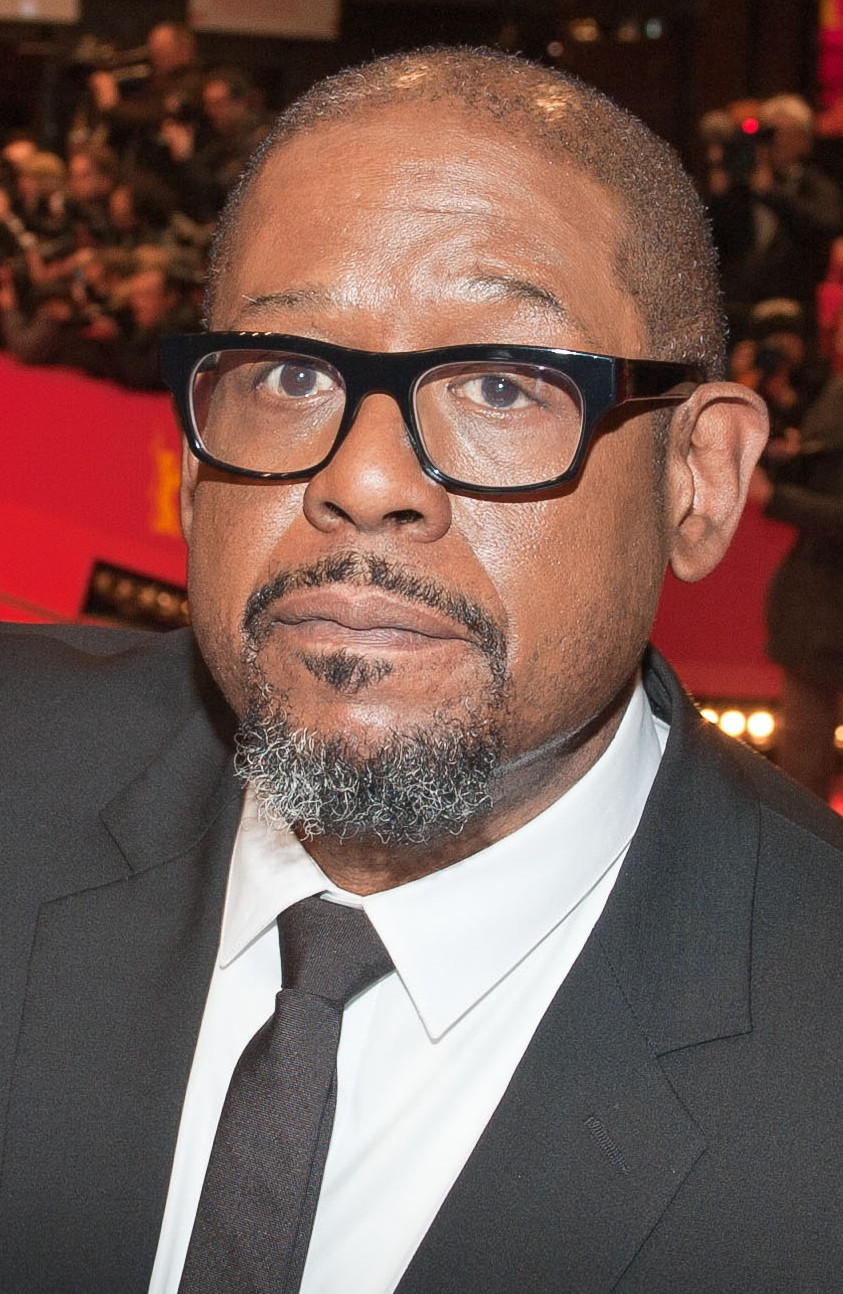
Forest Whitaker, vítěz ceny pro nejlepšího herce v hlavní roli

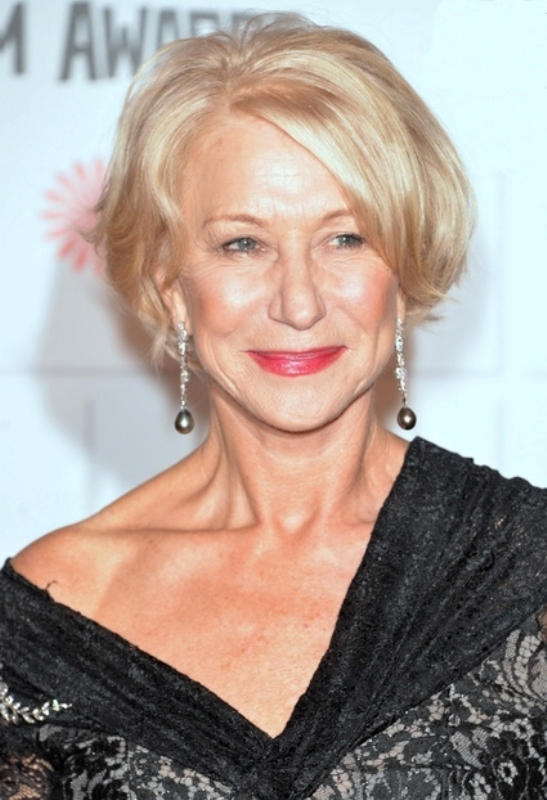
Helen Mirren, vítězka ceny pro nejlepší herečku v hlavní roli

Nejlepší režisér: Martin Scorsese – Skrytá identita
Nejlepší herec v hlavní roli: Forest Whitaker – Poslední skotský král
Nejlepší herečka v hlavní roli:Helen Mirrenová – Královna
Nejlepší herec ve vedlejší roli: Djimon Hounsou – Krvavý diamant
Nejlepší herečka ve vedlejší roli: Jennifer Hudson – Dreamgirls
Nejlepší obsazení: Malá Miss Sunshine
Nejlepší původní scénář: Michael Arndt – Malá Miss Sunshine
Nejlepší adaptovaný scénář: Jason Reitman – Děkujeme, že kouříte
Nejlepší dokument: Nepříjemná pravda
Nejlepší animovaný film: Happy Feet
Nejlepší cizojazyčný film: Faunův labyrint
Nejlepší filmová architektura: Marie Antoinetta
Objev roku: Jennifer Hudson – Dreamgirls